# Політехнічна школа Університету Сан-Паулу
Політехнічна школа (порт. Escola Politécnica, EPUSP або POLI-USP) — підрозділ Університету Сан-Паулу (USP), що спеціалізується на курсах з інженерії. Школа була заснована в 1893 році, до заснування самого університету, як перша інженерна школа у штаті Сан-Паулу та під назвою «Політехнічна школа Сан-Паулу» (Escola Politécnica de São Paulo). Її було включено до складу університету в 1934 році при його заснуванні.
Завдяки деяким своїм випускникам, історії та освітленню в пресі, школа має репутацію центра підготовки керівників. Вона вважається одною з найкращих інженерних шкіл Латинської Америки. Разом з іншими інженерними програмами програмами USP, вона є 105-тою інженерною школою у світі за рейтингом журналу The Times 2008 року.

## Ресурси Інтернету
- Офіційна сторінка [Архівовано 27 жовтня 2007 у Wayback Machine.] (порт.)
- Grêmio Politécnico [Архівовано 28 квітня 2009 у Wayback Machine.] — асоціація випускників школи (порт.)

| Бразилія | Це незавершена стаття з географії Бразилії. Ви можете допомогти проєкту, виправивши або дописавши її. |